# Економіка достатку
Економіка достатку характеризує економічний стан, в якому більшість товарів може бути забезпечена в майже нескінченній кількості з мінімальними людськими зусиллями. Так будь-який попит задовільнять, що вирішить конфлікт між необмеженими потребами економічних агентів, з одного боку, і обмеженими доступними ресурсами, з іншого.   
Однак у економіці достатку все ще може існувати дефіцит. Обов'язковим є те, щоб усі члени суспільства могли задовольнити базові потреби, а також значну частину своїх бажань щодо товарів і послуг без великих зусиль.  
Економіка достатку може бути реалізована лише тоді, коли існує можливість необмеженого доступу до ресурсів або їх безмежної конверсії через, наприклад, реплікатори. Оскільки цієї умови не досягнуто до сьогодні, економіка достатку все ще вважається утопією.
Економіка достатку є ідеологічною протилежністю до економіки сталого стану.

## Модель

### Спекулятивна техніка
Футурологи, які сьогодні говорять про "post-scarcity" (англ. постдефіцит, економічний стан економіки достатку) часто уявляють економіку, де автоматизоване виробництво, як наприклад автономні мобільні роботи, здатне виробляти майже будь-які товари у великих кількостях за умови наявності сировини та енергії. Спекулятивні форми нанотехнологій, такі як молекулярні асемблери або нанофабрики, можуть теоретично забезпечити виробництво всіх необхідних товарів (за умови відповідних інструкцій та наявності сировини і енергії). Ця ідея спонукає багатьох нанотехнологів висувати гіпотези про економіку достатку. Є припущення, що автоматизація фізичної праці за допомогою промислових роботів може дійсно відігравати ключову роль у створенні економіки достатку в майбутньому.
Інші уявлення про економіку достатку спираються на все більш універсальні форми швидкого прототипування, а також на гіпотетичні автореплікативні 3D-принтери (див. RepRap).  Адріан Боуєр, прихильник машин для автореплікації та винахідник RepRap, стверджує, що ціна машин для автореплікації не перевищуватиме довгострокового мінімуму, оскільки кожен покупець зможе виробити нескінченну кількість подібних машин, таким чином зводячи ціну до мінімуму (ціна рівноваги). Те саме стосується всіх інших продуктів, які будуть виготовлені за допомогою автореплікаційних машин. 
Попри повну автоматизацію, обсяг виробництва товарів залишається лімітованим через обмежену доступність сировини та енергії, а також через негативний вплив промисловості на навколишнє середовище.Прихильники технологічного достатку активно пропагують більш широке використання відновлюваних джерел енергії і покращення переробки, щоб протистояти нестачі ресурсів, а також мінімізувати шкоду довкіллю. Зокрема, сонячна енергія стає все більш актуальною, оскільки вартість сонячних елементів знижується і може ще більше впасти в майбутньому, особливо якщо їх виробництво буде реалізовано за допомогою автореплікативних машин.
Час від часу обговорюється використання сировини з космосу. Освоєння астероїдів дійсно може відкрити нові можливості для подолання дефіциту металів, таких як нікель. Початково видобуток на астероїдах може здійснюватися людьми, але існує також думка, що згодом автореплікативні машини значно прискорять цей процес. У цьому випадку капітальні витрати обмежені лише створенням однієї машини з автореплікацією (роботом чи нанотехнологією, тут не має значення). Кількість можливих копій, які ця машина могла б потім виробити, залежатиме тільки від доступності необхідної сировини.

### Марксизм
У розділі, який згодом став відомий як «Фрагмент про машини» у книжці «Капітал. Критика політичної економії», Карл Маркс очікував, що перехід до посткапіталістичного суспільства, спричинений зростанням автоматизації, приведе до відчутного скорочення необхідної праці для задоволення основних потреб людини. Отже, суспільство врешті-решт досягне точки, коли «надлишкова праця мас [припинить] бути умовою для розвитку загального багатства» (Grundrisse VI, стор. 601). Таким чином усі індивіди матимуть більше вільного часу для занять наукою, мистецтвом і творчою діяльністю.  Цей економічний стан можна було б назвати «постдефіцитом».  Згідно з Марксом багатство в капіталістичному суспільстві – суспільстві, яке завдячує своїм зростанням накопиченню – базується на експлуатації надлишкової праці інших людей, тоді як посткапіталістичне суспільство відкривало б шлях до «вільного розвитку індивідуальностей».
Маркс вважав, що в комуністичному суспільстві багатство, створене за допомогою автоматизації, дозволить вільний розподіл благ між усіма членами суспільства. Маркс постулював соціалізм як попередника повністю розвиненого комуністичного суспільства - економічну форму, яка замінює капіталістичне накопичення через усуспільнення. Соціалізм повинен сприяти прогресу шляхом зростання автоматизації та більш справедливому розподілу, що врешті-решт приведе до повністю розвиненого комунізму. 
Мюррей Букчін у своїй збірці 1971 року «Постдефіцитний анархізм» уявляв економіку, засновану на соціальній екології, лібертаріанському комуналізмі та великій кількості фундаментальних ресурсів. Він висував тезу, що постіндустріальні суспільства можуть перерости в суспільства постдефіциту. За словами Букчіна, такий розвиток «реалізує соціальні та культурні можливості, приховані в технології достатку».
Крім того, Букчін наголошував, що технологічний прогрес у 20 столітті та розширена промисловість ставлять за мету лише прибутки, шо призводить до негативних наслідків для людей та екологічної сталості. Концентрацію капіталу більше не слід розглядати як обов'язкову умову для звільнення людей, і такі поняття, як держава, соціальний статус чи політичні партії, більше не будуть необхідними, а лише перешкоджатимуть боротьбі за визволення робітничого класу . 

## Дивись також
- Інформаційне суспільство
- Трансгуманізм
- Утопічний соціалізм
- Науково-технічні утопії

## Веб-посилання
- Jack Schofield: The economics of abundance. In: Salon. 24.03.2005; дата звернення 22.09.2022 (англійською).

1. ↑ Peter Wiles: . In: . Band 11, Nr. 10, 1961, ISSN 0030-6428, S. 713–722, JSTOR:44902404.
2. ↑ Philip Sadler: . Gower, Farnham 2010, ISBN 978-0-566-09159-9 (englisch).
3. ↑ Robert Chernomas: . In: . Band 18, Nr. 4, 1984, JSTOR:4225503 (englisch).
4. ↑ Karen Burnham: Space: A Playground for Postcapitalist Posthumans. In: Strange Horizons. 22. Juni 2015, abgerufen am 16. Januar 2020 (englisch).
5. ↑ Sienna Barnett: . Band 1, Nr. 1, 30. November 2018, ISSN 2618-1118, S. 59–66, doi:10.35935/tax/11.6659.
6. ↑ Peter Frase: Four Futures. In: jacobinmag.com. Abgerufen am 16. Januar 2020 (englisch).
7. ↑ Michael A. Peters, Simon Marginson, Peter Murphy: . Peter Lang, 2009, ISBN 978-1-4331-0426-8, S. 11 (englisch, eingeschränkte Vorschau in der Google-Buchsuche).
8. ↑ K. Eric Drexler: . Doubleday, Vereinigte Staaten 1986, ISBN 0-385-19973-2 (englisch).
9. ↑ Graeme A. Hodge, Diana M. Bowman, Karinne Ludlow: . In: . 27. November 2007, doi:10.4337/9781847208729.00014 (englisch).
10. ↑ Marcus Wohlsen: When Robots Take All the Work, What'll Be Left for Us to Do? In: Wired. 8. August 2014, abgerufen am 16. Januar 2020 (englisch).
11. ↑ Tobias Haberkorn: In den Maschinenfeierabend. In: Zeit Online. 13. Februar 2018, abgerufen am 22. Oktober 2022.
12. ↑ Philip Sadler: . Taylor and Francis, 2016, ISBN 978-1-317-04779-7, S. 75–76 (englisch).
13. ↑ Stephen Gordon: An Interview With Dr. Adrian Bowyer. In: The Speculist. 22. April 2005, abgerufen am 16. Januar 2020 (englisch).
14. ↑ Wirtschaft und Umwelt. Umweltbundesamt, 28. Juni 2022
15. ↑ Anlagenpreise sinken bis 2030 auf fast die Hälfte. In: Erneuerbare Energien, TFV Technischer Fachverlag.
16. ↑ Bergbau im Weltall: Theoretisch möglich, aber super aufwändig. In: Deutschlandfunk Nova. Deutschlandradio, 26. Juni 2018, abgerufen am 22. Oktober 2022.
17. ↑ Iain Thomson: Asteroid mining and a post-scarcity economy. In: The Register. 24. Januar 2013, abgerufen am 22. Oktober 2022 (englisch).
18. ↑ Christian Lotz: . Laika-Verlag, 2014, ISBN 978-3-944233-21-5 (englisch).
19. ↑ Bob Jessop, Russell Wheatley: . Band 8. Routledge, 1999, ISBN 0-415-19330-3, S. 9 (englisch, eingeschränkte Vorschau in der Google-Buchsuche): “Marx in the Grundrisse speaks of a time when systematic automation will be developed to the point where direct human labor power will be a source of wealth. The preconditions will be created by capitalism itself. It will be an age of true mastery of nature, a post-scarcity age, when men can turn from alienating and dehumanizing labor to the free use of leisure in the pursuit of the sciences and arts.”
20. ↑ John C. Wood: . Croom Helm, 1991, ISBN 0-415-06507-0, S. 248–249 (englisch).
21. ↑ Lewis Call: . Lexington Books, 2002, ISBN 0-7391-0522-1 (englisch).
22. ↑ Murray Bookchin: Post-Scarcity Anarchism. AK Press, abgerufen am 1. August 2016.